# Партия шведов
Партия шведов (швед. Svenskarnas parti, SvP) — шведская национал-социалистическая политическая партия, существовавшая до 2015 года. Партия впервые была зарегистрирована 22 ноября 2008 года под названием Народный фронт (швед. Folkfronten), после расформирования Национал-социалистического фронта. Партия официально прекратила существование 10 мая 2015 года: причиной, по словам правления, послужили плохие результаты на выборах и малочисленность.

## Идеология
Партия описывала себя как националистическую, выступая в поддержку здравоохранения в соответствии с высокими стандартами, за материальную поддержку шведских рабочих и шведских компаний вместо зарубежных, а также за предоставление шведского гражданства только тем лицам, кто имеет отношение к «западному генетическому и культурному наследию». Выступала против мусульманской миграции в Швецию и «ЛГБТ-пропаганды». В 2015 году приняла участие в Международном русском консервативном форуме, выступив в поддержку России на фоне конфликта на востоке Украины.

## История

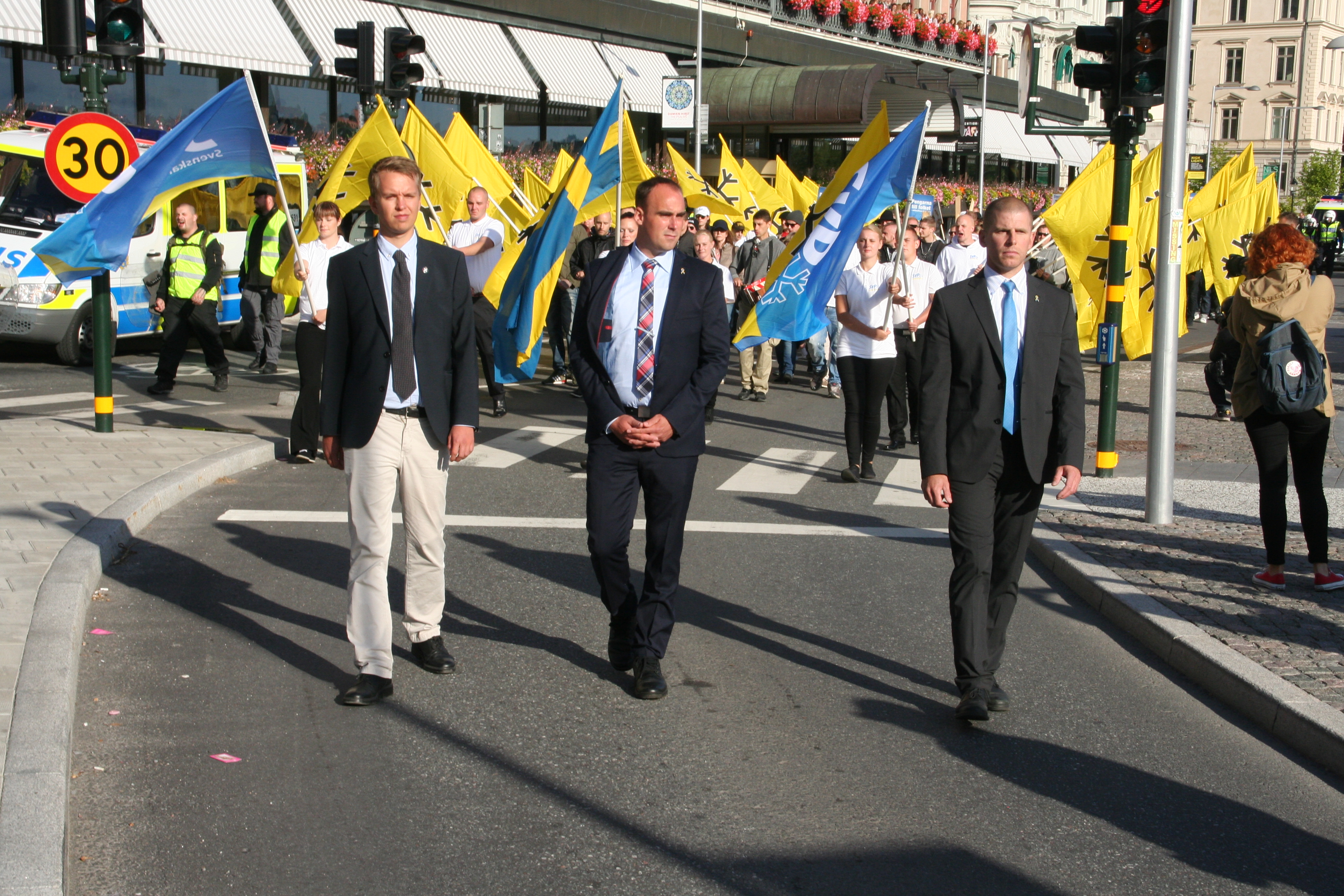
Демонстрация «Партии шведов» в Стокгольме

Партия основана под названием «Народный фронт» (швед. Folkfronten) в ноябре 2008 года после распада Национал-социалистического фронта. Имя партии было изменено в 2009 году с целью сохранения права возможности участия в выборах и избежания потери голосов на выборах в 2010 году: при подаче документов для участия в выборах выяснилось, что имя «Народный фронт» уже носила одна из социалистических партий. Символом партии стал исландский магический знак Aegishjálmur в форме снежинки.
На выборах 2010 года партия набрала всего 102 голоса на выборах в муниципальный совет Гресторп, получив всего один мандат. Согласно журналу Expo, впервые в истории Швеции с момента окончания Второй мировой войны в одном из региональных парламентов национал-социалистам удалось заполучить место. Однако единственный прошедший в парламент член партии, её глава Даниэль Хёглунд не был зарегистрирован по месту проживания в Швеции, вследствие чего его лишили мандата.
В муниципалитете Нюкварн партия получила ещё одно место, когда в её состав вошёл ранее независимый депутат. Позднее в состав партии в муниципалитете стали переходить бывшие представители Шведских демократов, однако в 2014 году партия лишилась своего единственного места в Гресторпе.

## Лидеры партии
- Даниэль Хёглунд (2008—2013)
- Стефан Якобссон (2013—2015)